# Shuiyang, Anhui
Shuiyang (kinesiska: 水阳) är en köping i östra Kina. Den ligger i stadsdistriktet Xuanzhou i staden Xuancheng i provinsen Anhui, omkring 160 kilometer sydost om provinshuvudstaden Hefei. Antalet invånare är 66 209. Befolkningen består av 33 466 kvinnor och 32 743 män. Barn under 15 år utgör 16,0 %, vuxna 15-64 år 68 %, och äldre över 65 år 14,0 %.